# Otwarte Muzeum Odry we Wrocławiu
Otwarte Muzeum Odry – muzeum zorganizowane przez Fundację Otwartego Muzeum Techniki.  Obejmuje jednostki pływające, kotwiczące na Odrze obok Śluzy Szczytniki, przede wszystkim holownik parowy "Nadbór".

## Realizowane zadania
- ochrona, utrzymanie, aktywnej eksploatacji i konserwacji zabytkowych odrzańskich jednostek pływających,
- dokumentowanie i promocja dziedzictwa kulturowego Odrzańskiej Drogi Wodnej,
- upominanie się o właściwe utrzymanie budowli hydrotechnicznych Odrzańskiej Drogi Wodnej i zabytków budownictwa wodnego Polski
- popularyzowanie dobrych przykładów utrzymania i eksploatacji dróg wodnych w Europie,
- współpraca z różnymi środowiskami w kraju i zagranicą zainteresowanymi utrzymaniem żeglugi na śródlądowych drogach wodnych Polski, zwłaszcza na Odrzańskiej Drodze Wodnej, ochroną dziedzictwa cywilizacyjnego rzek, rozwojem turystyki industrialnej na Odrze i drogach śródlądowych Polski

## Zabytki Otwartego Muzeum Odry

### Holownik parowy Nadbór

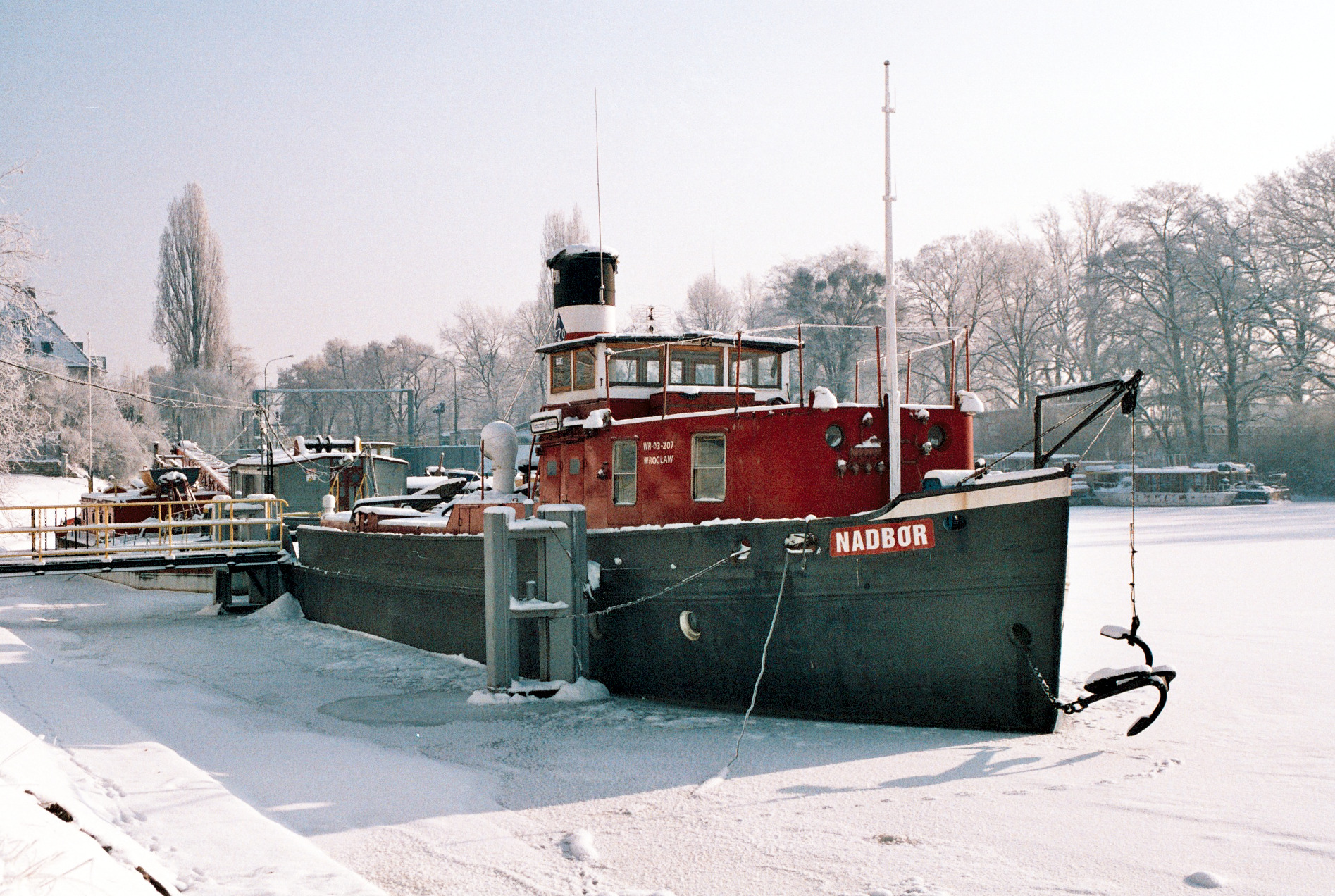
Holownik parowy "Nadbór"

Holownik Parowy Nadbór – holownik parowy o nazwie "Nadbór". Jest jedynym śródlądowym statkiem parowym w Polsce zachowanym w stanie bliskim pierwotnemu, z utrzymaną oryginalną maszyną parową napędową, kotłownią, układem sterowania, sterówką, bogatym wyposażeniem i kadłubem w dobrym stanie.

#### Historia "Nadbora" do 1982 r.
Z globalnej sumy polsko-holenderskiego traktatu handlowego z 18.12.1946 r. wydzielono 30 mln florenów na zakup najbardziej potrzebnych na Odrze holowników. Umowę na ich budowę podpisano 30.04.1947 r. Całość kontraktu strona holenderska zrealizowała do 1949 roku.
Zbudowano 9 holowników z maszynami o mocy 500 KM, tzw. "dużych holendrów" i 13 z silnikami o mocy 250 KM, "małych" przeznaczonych do obsługi barek na Odrze skanalizowanej.
Siostrzane jednostki "Nadbora" nosiły nazwy : "Światopełk" (zbudowany jako pierwszy - stąd przyjęła się nazwa typu "Światopełk"), "Bożydar", "Bożymir", "Bronisz", "Chwalisław", "Jurand", "Mestwin", "Mściwoj", "Radosław", "Ścibor", "Zbyszko", "Sędziwój".
Holownik parowy "Nadbór" pełnił - tak jak i statki siostrzane - służbę liniową przy holowaniu barek towarowych pomiędzy Kędzierzynem-Koźlem (oraz Gliwicami), a Wrocławiem. Żeglugę tę uprawiał do ok. 1965 r., kiedy to na Odrę zaczęły wyruszać pierwsze zestawy pchane oraz zestawy combi. Do 1968 r. wyparły one z eksploatacji wszystkie parowce.
HP "Nadbór" po wycofaniu z linii był używany w charakterze pływającej kotłowni w Bazie Remontowej P.P. "Żegluga na Odrze" (1968–1975). Później pracował na Łabie (Czechy). Zaopatrywał plac budowy stopnia wodnego w parę technologiczną i energię elektryczną - w tym celu w dawnych rufowych pomieszczeniach załogi umieszczono agregat prądotwórczy oraz stację rozdzielczą energii elektrycznej.

#### Historia "Nadbora" od 1982 r.
W 1982 r. próbowano go wykorzystać na akwenach Wrocławskiego Węzła Wodnego w roli lodołamacza. W tej funkcji holownik ze względu na kształt dziobnicy zupełnie się nie sprawdził. Ostatecznie w 1986 r. został odstawiony na postojowisko Osobowice I.
W latach 90. ODRATRANS S.A. i Fundacja Otwartego Muzeum Techniki podejmowały próby ekspozycji i rewaloryzacji statku. Mimo że działania przynosiły nie oczekiwanych efektów, to jednak sprawiły, że holownik przetrwał w dobrym stanie do naszych dni.
W lipcu 1998 r. BSiDZT i ODRATRANS S.A., przy wsparciu Fundacji Otwartego Muzeum Techniki i jej założycieli, podjęły remont statku.
Obecnie pomieszczenia statku zaadaptowano do nowych zadań:
- statku – laboratorium
- statku – szkoły
- statku – muzeum

### Barka Irena

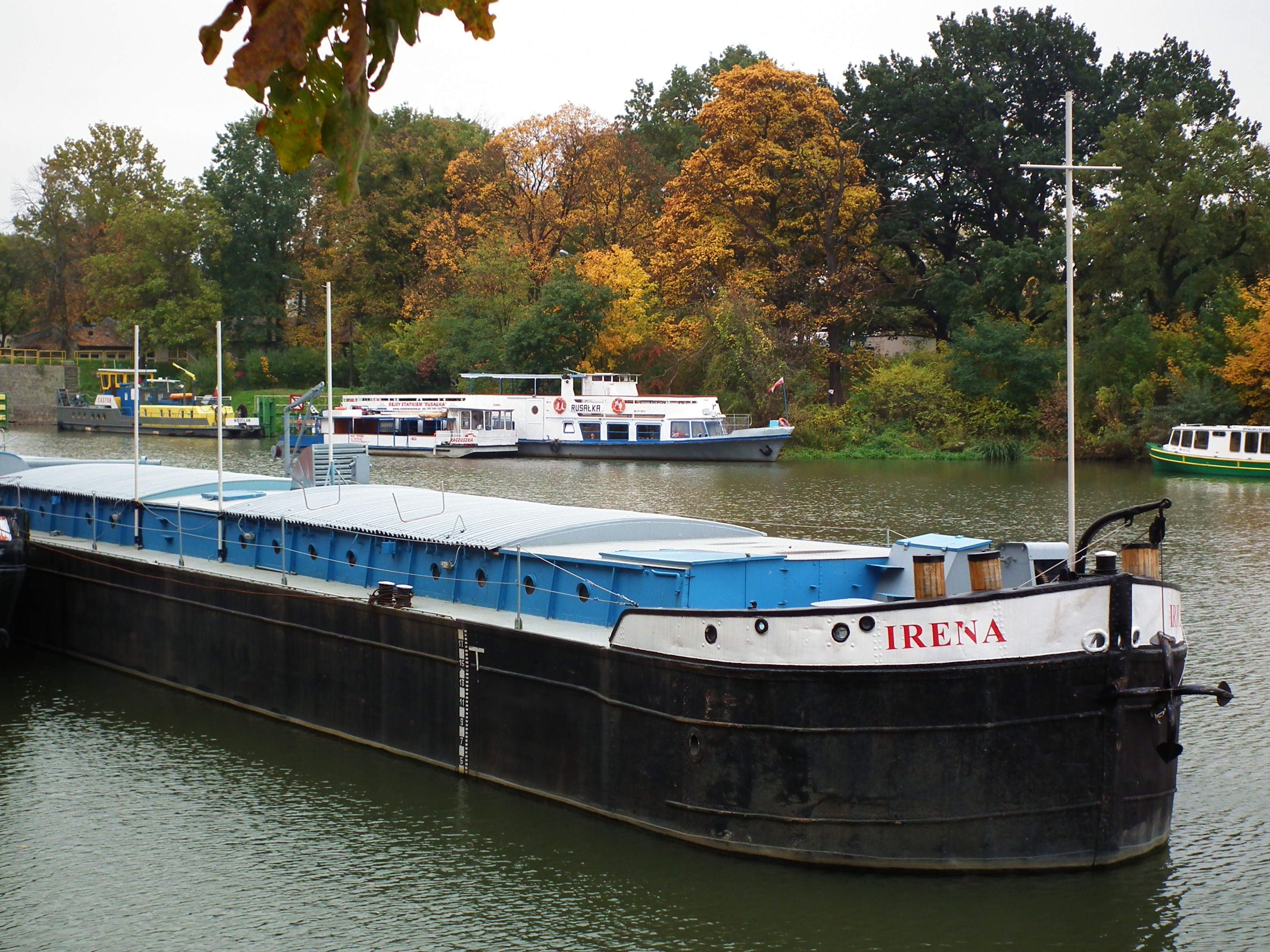
Barka "Irena"

Barka Irena – barka o nazwie "Irena" (Ż-2107) powstała w 1936 r. w stoczni bydgoskiej. 

#### Budowa barki "Irena"
Zbudowano ją w konstrukcji stalowej, nitowanej, jako krytą z trzema ładowniami. 

#### Historia barki "Irena" do 2003 r.
Do 1989 r. barka eksploatowana była na Kanale Bydgoskim i na Odrzańskiej Drodze Wodnej. W 1990 r. przeprowadzoną ją do Szczecina i wykorzystywano w roli magazynu depozytu sprzętu pochodzącego z innych barek. W ładowni rufowej urządzono koszarkę z miejscami dla 8 pracowników Żeglugi Bydgoskiej, zaś w rufowej kajucie socjalnej stację dyspozytorską i dozoru jednostek Żeglugi Bydgoskiej. W tych rolach barkę (na postoju) eksploatowano do 1998 r. 

#### Historia barki "Irena" od 2003 r.
W styczniu 2003 r. barkę zakupiła Fundacja Otwartego Muzeum Techniki. W 2004 r. przeprowadziła wymianę poszycia dna i konserwację kadłuba (pod nadzorem Polskiego Rejestru Statków) w stoczni PORTA ODRA, po czym 6 grudnia 2004 r. przyprowadziła jednostkę ze Szczecina do Wrocławia, podejmując przygotowania do remontu barki i jej adaptacji na Centrum Interpretacji Dziedzictwa Technicznego Odry.

#### Parametry techniczne
- długość 41,78 m
- szerokość 4,83 m
- wysokość od najwyższej nierozbieralnej części 2,59 m
- największe dopuszczalne zanurzenie 1,74 m
- zanurzenie bez ładunku 0,437 m
- nośność 254 ton

### Żuraw pływający Wróblin

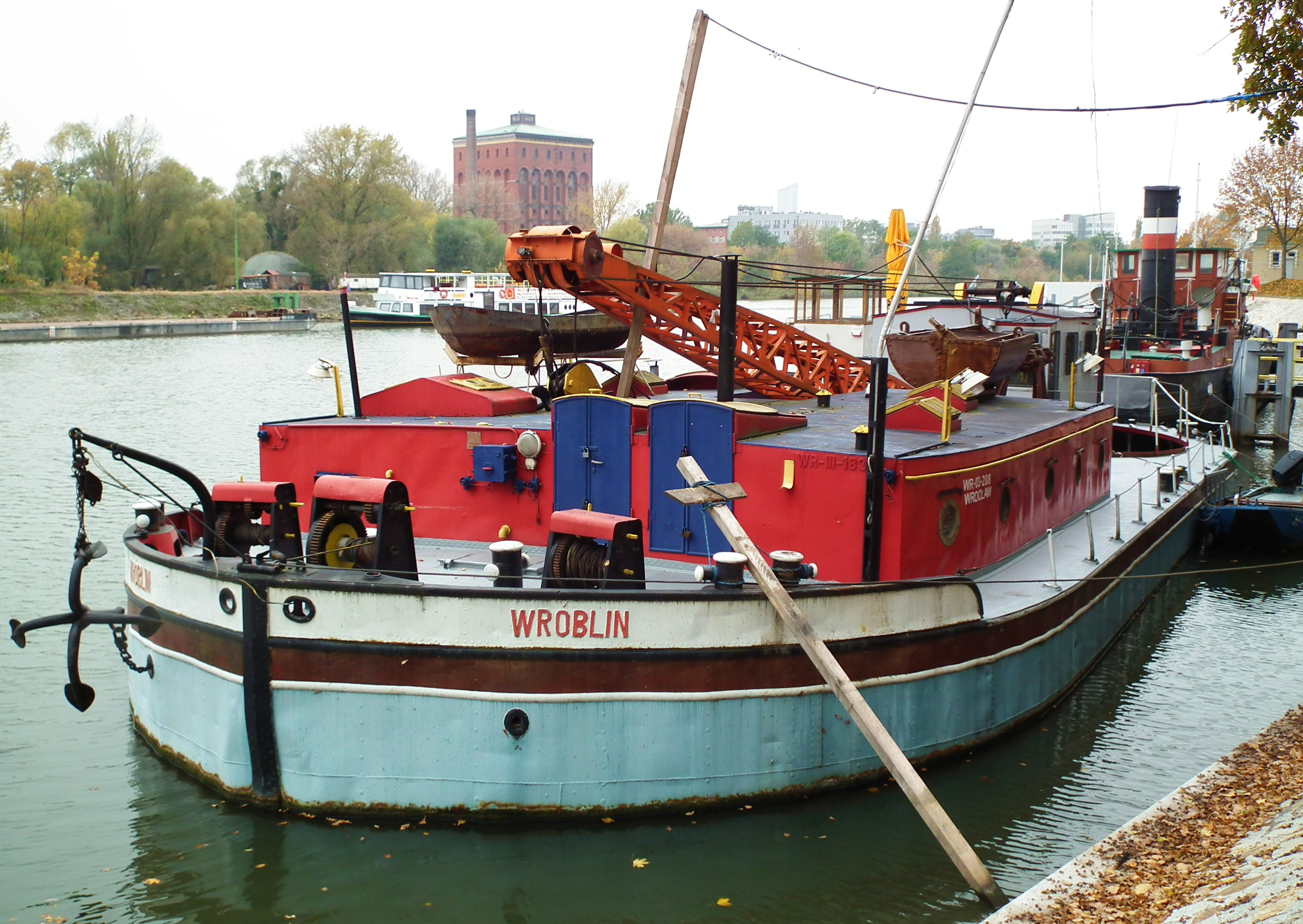
Żuraw "Wróblin"

Żuraw pływający Wróblin – żuraw pływający zbudowany w latach 1938–1939 w stoczni A. Riedel w Fürstenbergu nad Odrą. Po zakończeniu II wojny światowej znalazł się we Wrocławiu i używany był do prac w polskich przedsiębiorstwach. Zakupiony w 2001 przez  Fundację Otwartego Muzeum Techniki i wyremontowany.